# N'Dounga
N'Dounga es una comuna o municipio del departamento de Kollo de la región de Tillabéri, en Níger. En diciembre de 2012 presentaba una población censada de 22 341 habitantes.
Se encuentra situada al suroeste del país, cerca del río Níger y de la frontera con Malí y Burkina Faso, y de la capital nacional, Niamey.